# Kolin (województwo zachodniopomorskie)
Kolin (niem. Kollin) – wieś w Polsce położona w województwie zachodniopomorskim, w powiecie stargardzkim, w gminie Dolice, położona 7,5 km na północny zachód od Dolic (siedziby gminy) i 12 km na południowy wschód od Stargardu (siedziby powiatu).
We wsi znajduje się stacja kolejowa, która zapewnia połączenia z takimi miastami, jak: Poznań, Stargard, Choszczno, Szamotuły, Szczecin, Goleniów, Międzyzdroje i Świnoujście.
W latach 1954–1972 wieś należała i była siedzibą władz gromady Kolin. W latach 1973–1976 miejscowość była siedzibą gminy Kolin. W latach 1975–1998 miejscowość administracyjnie należała do województwa szczecińskiego.

## Zabytki
- park dworski, pozostałość po dworze[4].

## Sport
Swoją siedzibę ma tutaj klub sportowy "Piast" (A-klasa piłki nożnej).